# Le Sang des loups
Pour plus de détails, voir Fiche technique et Distribution.
Le Sang des loups est un film policier algérien sorti en 2019. Écrit et réalisé par Amar Sifodil, ce film participe au Festival Africlap 2020.

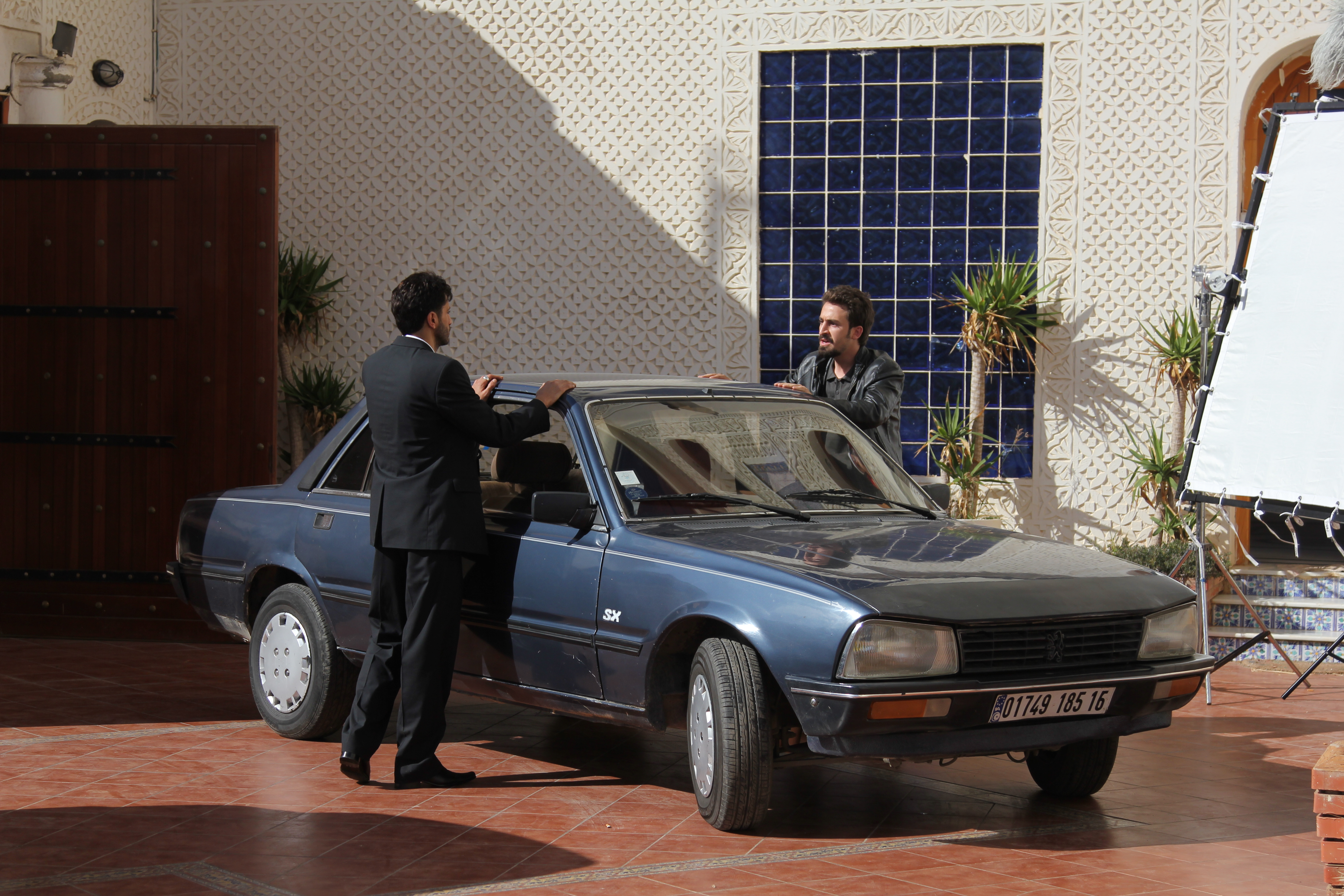
Photo de tournage Le sang des loups.

## Synopsis
Un jeune inspecteur de police infiltre une bande de malfaiteurs professionnels. Son but est de récupérer un petit vase d’une grande valeur historique. 
Au cours de l’enquête, le plan de la police échoue et l’inspecteur Khaled est démasqué par son contact.  L’histoire prend alors une autre tournure avec l’apparition d’autres éléments de l’enquête. Sans le vouloir, Kamel et Myriem les meilleurs amis de l’inspecteur Khaled se retrouvent impliqués dans l’enquête risquant ainsi leur vie.

## Fiche technique
- Titre : Le Sang des loups
- Réalisation scénario et dialogues : Amar Sifodil
- Assistant réalisateur : Walid Bouchebah
- Distribution : Centre algérien de développement du cinéma
- Production : Mycen Production
- Producteur : Mouzahem Yahia
- Directeur de production : Omar Kolai
- Photographie : Frédéric Derrien et Ahmed Talantikite
- Montage : Houssem Eddine Rais
- Musique : Ilies Mahmoudi
- Son : Kamel Mekkeser
- Pays d'origine :  Algérie
- Durée : 100 minutes
- Date de sortie : 2019

## Distribution
- Youcef Sehairi : inspecteur Khaled
- Mourad Oudjit : Kamel
- Aziz Boukrouni : Abbas
- Kamelia Bendrici : Myriem
- Zahra Doumandji : Sarah
- Mohamed Djouhri : Omar
- Ahmed Ben Aïssa : le commissaire